# Caro (Morbihan)
Caro (Gallo Carotz, bretonisch Karozh) ist eine französische Gemeinde im Département Morbihan in der Region Bretagne.
Die Gemeinde gehört zum Kanton Moréac im Arrondissement Vannes. Der traditionelle Dialekt von Caro ist das Gallo.

## Geografie
Caro liegt 40 km von Vannes und 79 km von Lorient entfernt auf einer Höhe zwischen 14 m und 128 m über dem Meer. 

## Geschichte
Caro wird zum ersten Mal 833 als Caroth erwähnt (1131: Caroch, 1148: Charoth, 1330: Karou, 16. Jh.: Caro).

### Bevölkerungsentwicklung
| Jahr      | 1962 | 1968 | 1975 | 1982 | 1990 | 1999 | 2008 | 2019 |
| Einwohner | 1316 | 1259 | 1144 | 1087 | 1053 | 1096 | 1146 | 1149 |

## Sehenswürdigkeiten
- Croix des Bouchers (Monument historique)
- Croix Étang
- Pfarrkirche Saint-Hervé (Ursprung romanisch)
- Kapelle Saint-Yves (ursprünglich wahrscheinlich aus dem 12. Jahrhundert, 1817 neu erbaut)
- Manoir Bodel
- die Allée couverte von Lobo, die Allée couverte de la Gajale und die Allée couverte du Grand Village liegen bei Caro

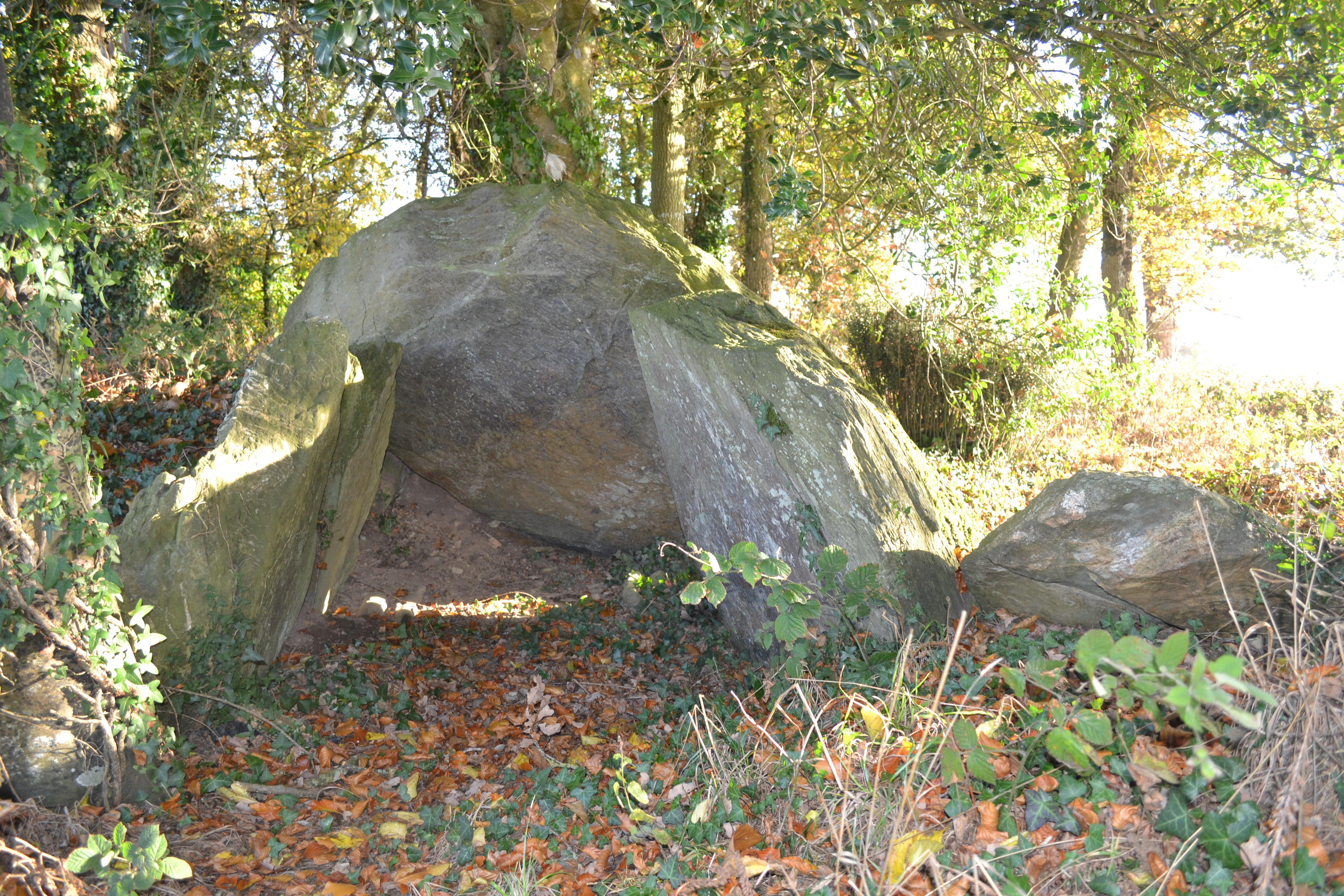
Allée couverte de la Gajale
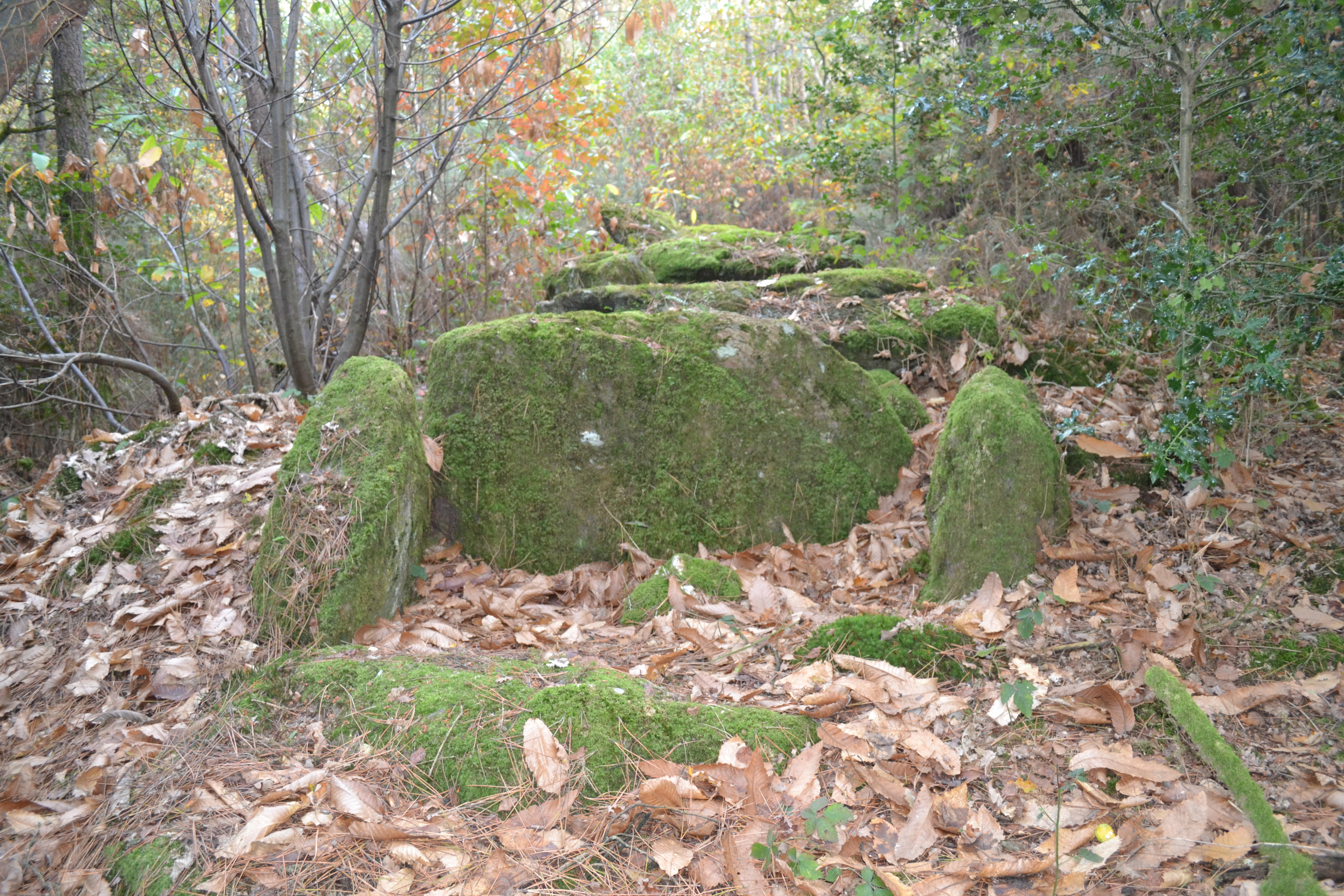
Allée couverte von Lobo
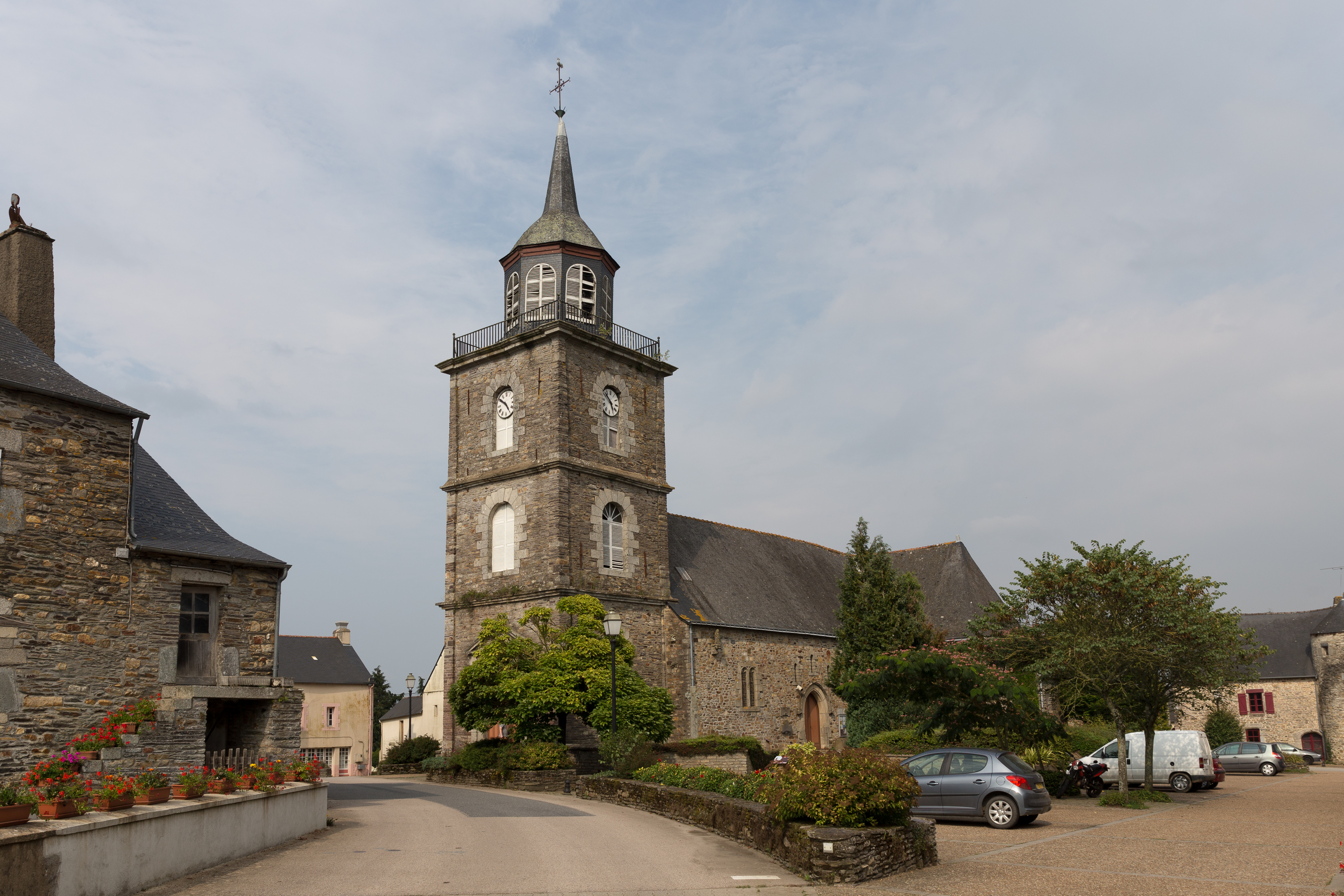
Kirche Saint-Hervé